# Leon (Iowa)
Leon – miasto w Stanach Zjednoczonych, w stanie Iowa, siedziba hrabstwie Decatur. W 2000 liczyło 1 983 mieszkańców.